# Dewoitine D.551
Le Dewoitine D551 est un avion de chasse développé entre le dernier trimestre 1939 et le mois de juin 1940 par Émile Dewoitine au sein de la Société nationale des constructions aéronautiques du Midi afin de réaliser des missions d'interception. Le projet fut stoppé net par l'armistice du 22 juin 1940, les prototypes sont détruits à la veille des premiers essais en vol.
Depuis l'année 2013, l'association Réplic'Air tente de reconstituer l'appareil dans le but de le faire voler pour la première fois en 2018.

## Historique
En septembre 1939, avec le début de la Seconde Guerre mondiale, l'ingénieur aéronautique Émile Dewoitine lance un nouveau projet d'avion de chasse d'arrêt afin de remplacer le Dewoitine D.520, inférieur en vitesse mais plus maniable que le principal chasseur allemand, le Messerschmitt Bf 109. 
Le bureau d'étude de Dewoitine s'est basé sur le modèle D.550 créé pour battre des records de vitesse tout en étant plus simple à produire que le D.520. Une première version armée du D.550, dénommée D.550-C1, fut testée en vol par Michel Détroyat qui, s'il souligna les qualités de vol et de vitesse de l'appareil, signala des faiblesses de l'appareil (visibilité, vitesse à l'atterrissage). Un nouveau nom fut affecté au projet, D.551, en même temps qu'un cahier des charges :
- 1 canon sur le moteur et 6 mitrailleuses de voilures ;
- 410 L de capacité réservoir ;
- 1 moteur de 1 300 ch. ;
- poids maximum au décollage d'environ 2 200 kg ;
- vitesse en palier comprise entre 650 et 680 km/h.

Les prototypes du D.551 ne respectaient pas ce cahier des charges en étant armées de 5 mitrailleuses MAC 34 de 7,5 mm.
À la suite de l'armistice du 22 juin 1940, l'ensemble des prototypes furent détruits malgré une tentative de camouflage de deux exemplaires en avion de sport sous la dénomination D.560.

## Projet de reconstitution d'un exemplaire en état de vol
À partir des quelque 650 pièces techniques contenues dans le fonds spécialisé en aéronautique des archives départementales de la Haute-Garonne, les membres de l'association Réplic'Air se sont donné comme objectif de reconstituer l'appareil. Les archives étant partielles (les archives techniques sur le Dewoitine D.520 représentent plus de 4 000 pièces), de la rétroconception a été effectuée pour certains éléments. Si le moteur, un Hispano-Suiza 12Y, est bien d'origine, les éléments impossibles à obtenir aujourd'hui de la même manière qu'à l'époque sont réalisés avec des techniques modernes, comme l'impression 3D tandis que la modélisation de l'appareil fait appel à la conception assistée par ordinateur via le logiciel CATIA,. Des tests en soufflerie ont été effectués fin juillet 2018 à l'ONERA de Lille.